# Bernhard Bertram
Bernhard Maria Bertram (* 1962; † 29. April 2012) war ein deutscher Journalist und Medienunternehmer.

## Leben
Bertram studierte Politikwissenschaft und Geschichte, er wurde beruflich als Fernsehjournalist tätig und übte unter anderem Korrespondententätigkeiten in Hamburg, Berlin und London aus. Für die Sender Sat.1, N-tv und Pro 7 war er als Auslandsreporter im Einsatz. 1996 wechselte er bei N-tv ins Managerfach.
Bertram war Programmdirektor des Senders NBC Europe und Chefredakteur von CNN Deutschland. An der Gründung des Stadtfernsehsenders Hamburg 1 im Jahr 1995 war er entscheidend beteiligt und wurde später als Geschäftsführer des Senders tätig. Auch bei der Deutschen Fernsehnachrichten Agentur (DFA) war er Mitglied der Geschäftsführung.
Er war 2003 Mitgründer der Almond Media Beteiligungs GmbH, die Hauptanteilseigner der Stadtfernsehsender TV Berlin und Hamburg 1 wurde. Bertram war Mitgesellschafter und Geschäftsführer der GmbH. Im Juli 2011 wurde der Ausstiegs Bertrams sowie der weiteren seit 2003 beteiligten Mehrheitsgesellschafter aus dem Sender Hamburg 1 bekannt gegeben. Nach Einschätzung des Hamburger Abendblatts kam der „zuvor jahrelang mit unruhiger Hand geführte und defizitäre Regionalsender“ unter Bertram und seinen Mitgesellschaftern zu „relativer Stabilität“. Bertram wurde als „einer der entscheidenden Pioniere“ des lokalen Privatfernsehens in Deutschland bezeichnet.
Er stieß die Stiftung und Vergabe des Lokalfernsehpreises Metropolitan an. Ab 2010 war Bertram als Geschäftsführer des Internetsenders Greencapital.tv tätig. An der Leuphana Universität Lüneburg übte er zeitweilig eine Dozententätigkeit aus.